# Mimus macdonaldi
Mimus macdonaldi (лат.) — вид птиц из семейства пересмешниковых. Он является эндемиком острова Эспаньола архипелага Галапагос, Эквадор, и является одним из четырех близкородственных видов пересмешников, эндемичных для Галапагосского архипелага. Он встречается в сухих лесах. Всеяден, хотя в основном является хищником или падальщиком. Этот вид имеет весьма территориальную социальную структуру и не боится людей. Это единственный вид галапагосских пересмешников, которого Чарлз Дарвин не обнаружил во время своего знаменитого кругосветного путешествия.

## Описание

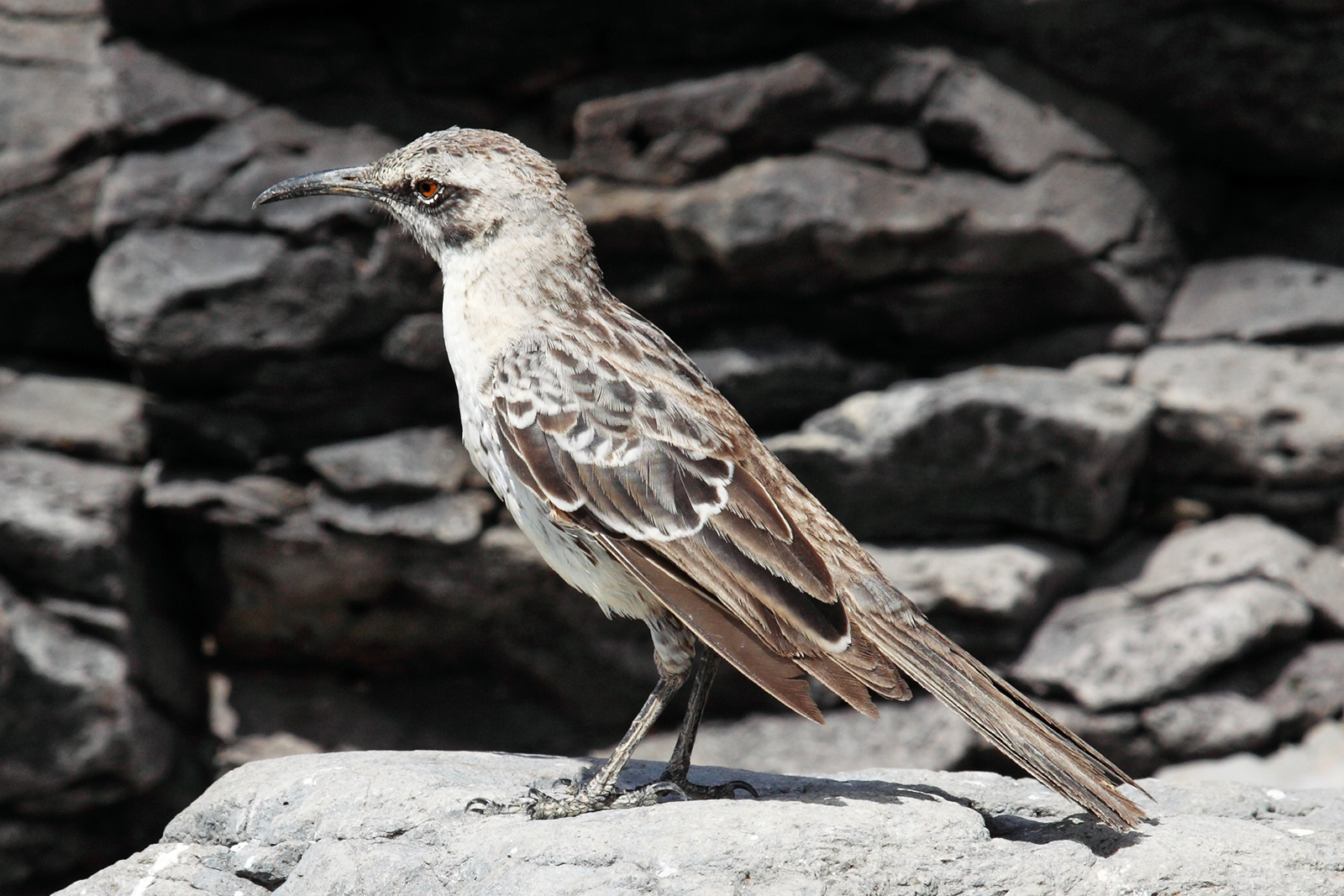

Как и другие виды пересмешников Галапагосских островов, этот вид имеет крапчатое серо-коричневое оперение с белым брюшком. Длинный хвост и ноги придают птице характерный внешний вид. Вид имеет длинный тонкий клюв, полезный для вскрытия яиц морских птиц. У вида самый большой клюв среди всех галапагосских пересмешников. Этот вид, наряду с другими галапагосскими пересмешниками, наиболее тесно связан с Багамским певчим пересмешником (Mimus gundlachii), несмотря на более близкое географическое соседство с эквадорским длиннохвостым певчим пересмешником (Mimus longicaudatus).

## Территория обитания
Естественной средой обитания являются субтропические или тропические сухие леса и кустарниковая степь. Вид можно встретить только на острове Эспаньола, на территориях с сухими кустарниками.